# Impatiens scabrida
Impatiens scabrida là một loài thực vật có hoa trong họ Bóng nước. Loài này được DC. mô tả khoa học đầu tiên năm 1824.

## Hình ảnh

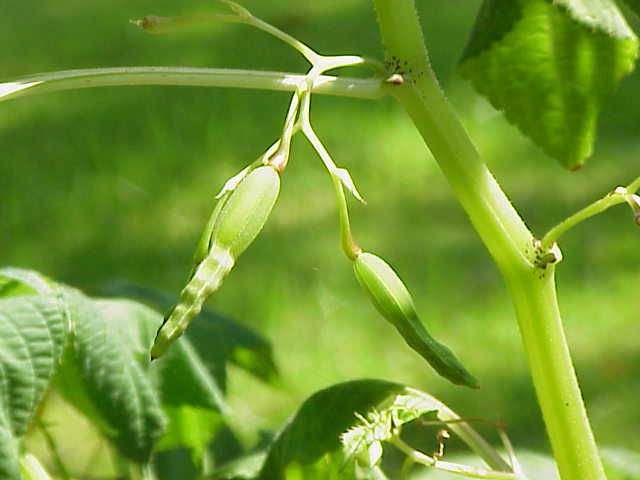
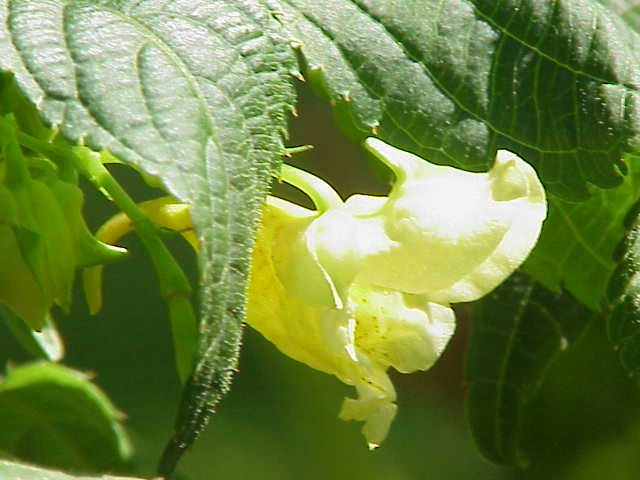